# Резня Граттана
Резня́ Гра́ттана или Би́тва Гра́ттана в селе́нии брюле́ — сражение между индейским народом лакота и отрядом армии США, произошедшее 19 августа 1854 года к востоку от форта Ларами на территории современного штата Вайоминг.

## Предыстория
Весной 1849 года к переселенцам, двигавшимся по Орегонской тропе, и мормонам, прибавились тысячи белых людей, ринувшихся в Калифорнию к новым месторождениям золота. Переселенцы принесли на Великие Равнины новые болезни, к которым у индейцев не было иммунитета. Напряжение между индейцами и белыми людьми нарастало. В 1849 году на равнинах вспыхнула холера, которая унесла жизни многих индейцев. В том же году правительство США купило торговый пост на реке Ларами и разместило там военный гарнизон. Во избежания инцидентов с индейцами власти США решили провести совет с племенами Великих Равнин в форте Ларами. В феврале 1851 года Конгресс США выделил на него деньги.
Осенью 1851 года в форте Ларами собрались 12 тысяч индейцев. Прибыли лакота, шайенны, арапахо, кроу, шошоны, гровантры, ассинибойны, арикара, манданы и хидатса. Между племенами был заключён мир и обозначены границы их территорий. С правительством был подписан договор, согласно которому племена разрешили возводить на своих территориях дороги, торговые посты и форты, получив за это компенсацию. Так как вести дела с многочисленными лидерами племён было сложно, американцы решили назначить верховных вождей для каждого племени. Для лакота был выбран Атакующий Медведь, вождь одной из общин племени брюле.
В июле 1854 года брюле, оглала и небольшая часть миннеконжу ожидали свои ежегодные товары и находились в нескольких милях от форта Ларами вблизи от реки Норт-Платт. Собралось около 3 тысяч лакота. Лакота ожидали прибытие индейского агента, они голодали и среди них росло недовольство.
Мимо большого индейского лагеря продвигался мормонский обоз, который следовал в Юту. Позади обоза один из мормонов гнал хромую корову. Корова отстала и переселенец, боясь индейцев, поспешил за караваном. Один из миннеконжу выстрелил в корову и убил её. Когда обоз прибыл в форт Ларами, мормон, который потерял корову, отправился к командующему и рассказал о случившемся, значительно преувеличив происшедшее. Лейтенант Флеминг не хотел начинать войну из-за полудохлой коровы, к тому же в форт прибыл Атакующий Медведь, чтобы лично уладить инцидент. Вождь предлагал любую лошадь из своего табуна и всячески пытался решить проблему мирным путём, он не хотел ввязываться в войну с белыми из-за коровы. Флеминг решил ничего не предпринимать до возвращения индейского агента Уитфилда, но один из офицеров форта, Джон Граттан, уговорил командующего отправить его в селение лакота, чтобы найти и арестовать виновного. Молодой офицер, который недавно окончил Военную академию США, стремился проявить себя в войне с индейцами и искал любой повод для этого.

## Битва
Второй лейтенант Джон Граттан выступил из форта Ларами в сопровождении 30 добровольцев и с двумя горными гаубицами. Отряд сопровождал метис Огюста Люсиа, знавший язык лакота (вероятнее всего, правильно это имя произносится все же как «Огюст (или Огюстен) Люсьен», поскольку имеет явно французское происхождение). Переводчик был пьян и постоянно выкрикивал угрозы в адрес индейских воинов. Атакующий Медведь встретил войско Граттана и пытался договориться с молодым лейтенантом, вновь предложив любую лошадь взамен убитой коровы. Вождь оглала Человек Боящийся Своих Лошадей старался помочь Атакующему Медведю предотвратить столкновение. Граттан требовал привести виновного, не понимая того, что ни один из вождей лакота не имел достаточной власти, чтобы выдавать своих соплеменников. Высокий Лоб, воин миннеконжу, убивший корову не согласился на арест. Он попросил вождей отойти и оставить его одного с солдатами, он не хотел втягивать лакота в неприятности. Миннеконжу хотел умереть как воин на поле боя, а не в тюрьме белых людей. Атакующий Медведь выгадывал время, чтобы обдумать сложившуюся ситуацию. Переводчик Люсиа продолжал оскорблять и угрожать индейцам. Вожди лакота попросили Граттана подождать, чтобы ещё поговорить с Высоким Лбом, Атакующий Медведь напомнил офицеру о мирном договоре, подписанным в форте Ларами.
Но Джон Граттан не собирался ждать и отказал вождям. Он отдал приказ и пехотинцы произвели несколько выстрелов, после чего дали залп из гаубиц. Атакующий Медведь получил несколько ранений и упал, ещё несколько индейцев было ранено. Лакота выпустили в солдат множество стрел, Граттан погиб одним из первых. Потеряв своего командира, оставшиеся в живых пехотинцы начали отступать. Они заняли оборону на небольшом холме, но долго продержаться им не удалось, длительность сражения не превысила 10 минут. Индейцы перебили всех, спастись удалось лишь одному, но и он скончался от ран через несколько дней.

## Последствия
Вождь Атакующий Медведь умер спустя несколько дней от полученных ранений. Индейцы опустошили находившийся рядом торговый пост, разбились на небольшие группы и разъехались в поисках бизонов.
Несмотря на то, что Атакующий Медведь перед смертью уговаривал соплеменников не мстить за него белым людям, обычай требовал от родственников вождя отмщения. В ноябре небольшой военный отряд брюле, в котором находился будущий верховный вождь Пятнистый Хвост, атаковал почтовый дилижанс недалеко от форта Ларами. Индейцы убили и ограбили троих белых. Военные власти США направили против лакота карательную экспедицию под командованием генерала Уильяма Харни. На рассвете 3 сентября 1855 года солдаты атаковали селение брюле на Эш-Холлоу. Индейский лагерь был уничтожен, 86 человек было убито, много женщин и детей захвачено в плен.
Резня Граттана считается первым серьёзным вооружённым конфликтом между армией США и индейцами лакота.